# Malcidae
Die Malcidae sind eine Familie der Wanzen (Heteroptera) aus der Teilordnung Pentatomomorpha. Sie umfasst drei Gattungen und 32 Arten.

## Merkmale
Die kleinen Wanzen werden drei bis vier Millimeter lang und  haben einen kräftigen Körper, der grob punktförmig strukturiert ist und flache, schuppenförmige oder gekrümmte, drüsenförmige Setae trägt.
Ihr Kopf ist stark nach unten gekrümmt. Punktaugen (Ocelli) sind ausgebildet und die die Schnabelrinne seitlich begrenzenden Wangenplatten (Bucculae) sind groß. Die Fühler sind oberhalb einer gedachten Linie durch die Mitte der Facettenaugen eingelenkt. Die Membrane der Vorderflügel besitzt fünf sich nicht verästelnde Adern. Die Tarsen sind dreigliedrig. Das zweite bis fünfte Sternum am Hinterleib sind verwachsen, die inneren Laterotergite fehlen. Trichobothria sitzen auf brotlaibförmigen Tuberkeln, submedial und lateral (dort zwei in diagonaler Anordnung) am dritten Sternum. Sie fehlen am vierten Sternum. Die Seitenränder des fünften bis siebten Hinterleibssegments sind in der Regel deutlich krempenförmig erweitert. Die Stigmen befinden sich am zweiten bis sechsten Hinterleibssegment dorsal. Bei den Nymphen sind die Duftdrüsenöffnungen klein und liegen jeweils zwischen dem dritten bis sechsten oder vierten bis sechsten Tergum. Bei den Weibchen ist er Ovipositor zerschlitzt (laciniat). Das siebte Sternum ist nicht geteilt. Die Spermatheca der Männchen hat bei vielen Arten einen langgestreckten Ductus.
Die Eier sind im Querschnitt quadratisch.
Autapomorphien der Familie sind die langen Dornen der Nymphen innerhalb der Unterfamilie Malcinae, die verwachsenen Sterna am Hinterleib, die auf Tuberkeln sitzenden Trichobothria, die krempenförmig erweiterten Hinterleibssegmente, die gestielten Facettenaugen und das häufige Auftreten von drüsenförmigen Seta.

## Verbreitung
Die Malcinae sind in der Orientalis, die Chaliopinae in der Orientalis und Afrotropis verbreitet. Man geht davon aus, dass die Familie ihren Ursprung und ihr Zentrum der Artenvielfalt in Myanmar und den im Westen angrenzenden Bergen des Landes hat.

## Lebensweise
Die Lebensweise der Gattung Malcus ist weitgehend unbekannt. Malcus japonicus wurde auf Morus bombycis (Gattung Maulbeeren), Malcus flavidipes an Bananen (Musa) gefunden. Die Arten der Gattung Chauliops saugen offenbar an Nachtschattengewächsen (Solanaceae), treten gelegentlich aber auch an Bohnen als Schädlinge auf.

## Taxonomie und Systematik
Die Gruppe wurde von Carl Stål 1865 erstmals als „Malcida“ in einem Schlüssel zu Unterfamilien der Bodenwanzen (Lygaeidae) im weiteren Sinne genannt und bezog sich trotz fehlender Zuordnung von Subtaxa offensichtlich auf die Gattung Malcus. Von vielen Autoren wurde die Gruppe als Unterfamilie der Bodenwanzen betrachtet, wobei Lethierry & Severin (1893–1896) sie in die Familie Colobathristidae stellten. Die heute aktuelle Klassifikation der Gruppe als Familie 1997 wurde durch die Revision der Pentatomomorpha mit Schwerpunkt der Lygaeoidea durch Henry 1997 bestätigt. Henry bestätigt auch die Aufteilung in die Unterfamilien Malcinae und Chauliopinae und betrachtet die Familie als Schwestergruppe zum Taxon Berytidae + Colobathristidae. Er begründet dies mit dem ungeteilten siebten Hinterleibssegment der Weibchen und den schuppenförmigen Setae.
Folgende Unterfamilien, Gattungen und Arten werden der Familie zugerechnet:
- Unterfamilie Chaliopinae
  - Gattung Chauliops Scott, 1874
    - Chauliops annulatus Chopra and Rustagi, 1982
    - Chauliops bisontula Banks, 1909
    - Chauliops choprai Sweet and Schaeffer, 1985
    - Chauliops conica Gao & Bu, 2009
    - Chauliops fallax Scott, 1874
    - Chauliops horizontalis Zheng, 1981
    - Chauliops lobatula Breddin, 1907
    - Chauliops nigrescens Distant, 1909
    - Chauliops quaternaria Gao & Bu, 2009
    - Chauliops rutherfordi Distant, 1904

  - Gattung Neochauliops Štys, 1963
    - Neochauliops laciniata Bergroth, 1916

- Unterfamilie Malcinae
  - Gattung Malcus Stål, 1860
    - Malcus arcuatus Zheng, Zou and Hsiao, 1979
    - Malcus auriculatus Stys, 1967
    - Malcus dentatus Stys, 1967
    - Malcus elevatus Zheng, Zou and Hsiao, 1979
    - Malcus elongatus Stys, 1967
    - Malcus flavidipes Stål, 1860
    - Malcus furcatus Stys, 1967
    - Malcus gibbus Zheng, Zou and Hsiao, 1979
    - Malcus idoneus Horváth, 1914
    - Malcus inconspicuus Stys, 1967
    - Malcus indicus Stys, 1967
    - Malcus insularis Stys, 1967
    - Malcus japonicus Ishihara and Hasegawa, 1941
    - Malcus nigrescens Stys, 1967
    - Malcus noduliferus Zheng, Zou and Hsiao, 1979
    - Malcus piceus Zheng, Zou and Hsiao, 1979
    - Malcus setosus Stys, 1967
    - Malcus similis Stys, 1967
    - Malcus sinicus Stys, 1967
    - Malcus subauriculatus Zheng, Zou and Hsiao, 1979
    - Malcus thoracicus Stys, 1967

## Belege